# Alfred Abraham Knopf
Alfred Abraham Knopf, Sr. (Nueva York, 12 de septiembre de 1892 – 11 de agosto de 1984) fue un importante editor estadounidense del siglo XX, fundador de la editorial Alfred A. Knopf, Inc. Knopf se caracterizó por prestar especial atención a la calidad de la impresión, encuadernación y diseño de los libros, y alcanzó reputación como purista en aspectos como el contenido y la presentación de los libros.

## Biografía
Knopf nació en el seno de una familia judía. Su padre, Samuel Knopf, era un ejecutivo de publicidad y consultor financiero; su madre se llamaba Ida Japhe y su hermano Edwin H. Knopf, que trabajó para Alfred durante un breve periodo de tiempo, se convirtió después en un director y productor de cine. 
Alfred estudió en la Universidad de Columbia, donde se preparó para la carrera de derecho y fue miembro de la Peithologian Society, un club literario y de debate. Comenzó a mostrar interés en la edición durante su último año de estudios, convirtiéndose en el administrador de publicidad de una revista universitaria. Su interés por la edición fue supuestamente fomentado por una correspondencia con el autor británico John Galsworthy. Tras visitarlo en Inglaterra, Knopf renunció a sus planes de hacer la carrera de derecho y al regresar se embarcó en el mundo de la edición.